# 602 TCN
602 TCN là một năm trong lịch La Mã.